# دره رود (جیرفت)
دره رود (جیرفت)، روستایی از توابع بخش ساردوئیه شهرستان جیرفت در استان کرمان ایران است.

## جمعیت
این روستا در دهستان ساردوئیه قرار دارد و بر اساس سرشماری مرکز آمار ایران در سال ۱۳۸۵، جمعیت آن ۷۹۰ نفر (۱۵۲خانوار) بوده‌است.»»»
بر اساس گزارشهای سال ۱۴۰۰_۱۴۰۱ فرمانده پایگاه بسیج دره رود ، «یاسر مسلمی مهنی» جمعیت روستا نسبت به سال ۱۳۸۵ افزایش چشمگیری هم در تعداد خانوار و  همچنین جمعیت داشته است ایشان افزودن یکی از اتفاقات مهم و مثبت  در روستای دره رود نسبت به سایر روستاهی اطراف در  این هست که مهاجرت معکوس از شهر به روستا رخ داده و این مهم  در افزایش جمعیت زمستان نشین مشهود است